# Trochoidea liebetruti
Trochoidea liebetruti is een slakkensoort uit de familie van de Hygromiidae. De soort is endemisch in Cyprus.
Trochoidea liebetruti werd voor het eerst wetenschappelijk beschreven als Helix liebetruti in 1852 door Albers.